# 短吻擬淵燈鮭
短吻擬淵燈鮭，為輻鰭魚綱水珍魚目後肛魚科的其中一種，為深海魚類，分布於中西大西洋巴哈馬外海海域，本魚體細長、吻短、短胸鰭，腹部中央有7個發光器，背鰭軟條13枚，臀鰭軟條12枚，生活習性不明。